# 廣播金鐘獎特別貢獻獎
廣播金鐘獎特別貢獻獎是由文化部影視及流行音樂產業局在臺灣舉辦的現行頒發獎項。

## 歷屆得獎名單

### 特別貢獻獎（第15屆～至今）
| 年度 （屆數）   | 得獎者           | 獲獎身分                   | 備註   |
| --------------- | ---------------- | -------------------------- | ------ |
| 1990 （第25屆） | 王大空           | 廣播公司節目部、新聞部主任 | [ 1 ]  |
| 1994 （第29屆） | 白銀             | 主持人                     | [ 2 ]  |
| 1994 （第29屆） | 靳佩芬（羅蘭）   | 主持人                     | [ 2 ]  |
| 2000 （第35屆） | 崔小萍           | 廣播劇導演、主持人         | [ 3 ]  |
| 2002 （第37屆） | 趙皓明【趙琴】   | 主持人、電台台長           | [ 4 ]  |
| 2005 （第40屆） | 盧光宇           | 電台記者、電台副台長       | [ 5 ]  |
| 2006 （第41屆） | 趙鏡涓           | 電台記者、電台總台長       | [ 6 ]  |
| 2013 （第48屆） | 光【喻光國】     | 主持人、製作人             | [ 7 ]  |
| 2015 （第50屆） | 李季準           | 主持人                     | [ 8 ]  |
| 2016 （第51屆） | 周進升           | 播音員、主持人             | [ 9 ]  |
| 2016 （第51屆） | 吳芳如           | 電台台長、顧問             | [ 9 ]  |
| 2017 （第52屆） | 陶曉清           | 主持人                     | [ 10 ] |
| 2018 （第53屆） | 陳合山           | 播音員                     | [ 11 ] |
| 2018 （第53屆） | 郭運森           | 廣播工程                   | [ 11 ] |
| 2021 （第56屆） | 丁文祺（丁文棋） | 主持人                     | [ 12 ] |
| 2023 （第58屆） | 郭米村（丁村）   | 主持人、電台董事長         | [ 13 ] |
| 2023 （第58屆） | 沈鴻元           | 主持人                     | [ 13 ] |
| 2024 （第59屆） | 張茂隆（張民）   | 主持人                     | [ 14 ] |
| 2025 （第60屆） |                  |                            |        |

## 外部連結
- 廣播電視金鐘獎官方網站 （页面存档备份，存于）
- 歷屆廣播金鐘獎得獎入圍名單 （页面存档备份，存于），文化部影視及流行音樂產業局